# Car Mechanic Simulator 2015
Car Mechanic Simulator 2015 es un videojuego de simulación que representa el trabajo de un mecánico de automóviles. Fue lanzado el 23 de abril de 2015 para PC, con un lanzamiento móvil el año siguiente. El juego es una secuela de Car Mechanic Simulator 2014, y fue seguido por Car Mechanic Simulator 2018 y Car Mechanic Simulator 2021.

## Jugabilidad
El juego se juega desde una perspectiva de primera persona, y el jugador puede caminar libremente por la tienda y algunas otras áreas. En lugar de niveles, el juego se divide en "trabajos" (vehículos del cliente con una lista de problemas) que el jugador debe solucionar y reparar. Al recibir un trabajo y un vehículo, el jugador debe retirar, inspeccionar y reemplazar las piezas rotas pertinentes. Cuando se vuelve a ensamblar un vehículo, se puede realizar una prueba de manejo antes de devolverlo al cliente.

## Recepción
Car Mechanic Simulator recibió críticas promedio de los críticos, con una calificación positiva de 68/100 según Metacritic.
PC World calificó el juego con 3,5 estrellas de 5, elogiando los detalles pero criticando la falta de variedad como una "rutina".
El editor de Polygon, Griffin McElroy, recibió el juego positivamente en una demostración en vídeo, pero el sitio web no ofreció una reseña oficial.
Christopher Livingston de PC Gamer revisó el juego satíricamente y se quejó de que "no ofrece la experiencia de juego de simulación más avanzada jamás vista", ya que carece de clientes argumentativos, sistemas informáticos lentos y la capacidad de frustrar a los clientes alterando pequeños detalles del interior de sus automóviles.

## Contenido descargable
Se ofrecieron varios paquetes de expansión de contenido descargable con paquetes que contienen vehículos adicionales para reparar:
- DeLorean DLC
- Maserati DLC
- Performance DLC
- Mercedes-Benz DLC
- Pickup & SUV DLC
- Trader Pack DLC
- VisualTuning DLC
- Youngtimer DLC
- Total Modifications DLC
- Bentley DLC
- Car Stripping DLC